# Ruta D093 (Paraguay)
La Ruta Departamental 093, abreviado D093, es una carretera de Paraguay que une el Fortín Minas Cué (Ruta PY15) con Villa Choferes del Chaco (Ruta PY09). Su extensión es de 95 kilómetros, y pasa por los departamentos de Boquerón y Presidente Hayes.
En la actualidad esta ruta es muy importante, ya que conecta las colonias menonitas del Chaco Central con el noreste del Chaco paraguayo, siendo el principal acceso asfaltado para llegar a la ruta PY15 "Bioceánica" hasta Carmelo Peralta (frontera con Brasil). Debido a esto muchos llaman erróneamente a esta ruta como "Ruta Bioceánica", aunque oficialmente no forma parte de ella.

## Localidades
Las localidades más importantes por donde pasa esta ruta son:
| Kilómetro | Localidad                          | Departamento     | Empalme |
| --------- | ---------------------------------- | ---------------- | ------- |
| 0         | Fortín Minas Cué                   | Boquerón         | PY15    |
| 29        | Desvío a Punta Riel                | Presidente Hayes |         |
| 51        | Desvío a Laguna Salada Chaco Lodge | Presidente Hayes |         |
| 64        | Desvío a Fortín Isla Po'i          | Presidente Hayes |         |
| 72        | Cruce a Loma Plata                 | Boquerón         |         |
| 90        | Cruce a Filadelfia                 | Boquerón         |         |
| 95        | Villa Choferes del Chaco           | Boquerón         | PY09    |

## Largo
| Departamento     | km |  |  |
|                  |    |  |  |
| Boquerón         | 60 |  |  |
| Presidente Hayes | 35 |  |  |
| Total            | 95 |  |  |